# Langur de Java
El langur de Java (Presbytis comata) és una espècie de primat de la família dels cercopitècids. Viu a l'oest i el centre de l'illa de Java (Indonèsia). El seu hàbitat natural són els boscos de plana, de turons i de muntanya. Està amenaçat per la destrucció d'hàbitat i la caça pels humans.